# Dobrosloveni
Dobrosloveni es una comuna ubicada en el distrito de Olt, Rumania.

## Superficie
Posee una superficie de 57,57 kilómetros cuadrados.

## Demografía
Hasta 2021 la población era de 3472 habitantes, con una densidad de población de 60,31 habitantes por kilómetro cuadrado.